# ヤクルトヘルシーブレイク
『ヤクルトヘルシーブレイク』（英語: Yakult Healthy Break）は、2000年4月3日から2013年9月30日までエフエム青森で放送されていた健康情報番組である。青森ヤクルトグループの単独提供。

## 概要
月曜から金曜までの帯で放送。木曜放送分までは週替わりの内容で、医療従事者または青森ヤクルト販売の関係者が健康や食などについて解説する「いきいきBreak」「すこやかBreak」「さわやかBreak」のいずれかを4回に分けて放送。金曜放送分のみ内容が固定で、毎回青森大学学長補佐の大平幸子にさまざまな健康料理を紹介してもらう「Healthy Cooking」（ヘルシークッキング）を放送していた。
オープニングには、ヤクルトレディに営業所やセンターについて語ってもらうインタビューコーナーがあった。ヤクルトレディは一週ごとの登場で、番組後半のコーナー「ヤクルトレディーの今週のおすすめ」でヤクルトの商品を紹介する役割も担っていた。
番組の途中には音楽が掛かっていたが、それらは毎週1枚のCDアルバムの中から選ばれていた。この選曲方法は、2003年9月まで同局で放送されていた『City Sound Hall』（土曜 18:30 - 19:00）でも採用されていた。

## 放送時間
いずれも日本標準時。
- 月曜 - 金曜 10:55 - 11:00 （2000年10月まで）
- 月曜 - 金曜 10:00 - 10:15 （2000年10月以降）

## パーソナリティ
- 河合純子（2000年 - 2002年）
- 藤元由紀（2002年以降）